# SpellCaster
SpellCaster es un videojuego Sega Master System que protagoniza a un personaje llamado Kane. Este juego era conocido en Japón como     'Kujaku Ou'  '  ( 孔雀王   Peacock King?).Tenía una secuela,  Mystic Defender 

## Trama
El juego comienza cuando Kane es convocado por Daikak, el gran líder del Templo de la Cumbre, para detener una guerra entre facciones de warlord s. El jugador explora templos y derrota a enemigos como fantasmas, ninjas y bestias salvajes. También hay aldeas para explorar y personas con las que hablar mientras el jugador reúne pistas sobre quién profanó el templo de su ciudad natal y mató a sus guardianes. La búsqueda lleva al jugador a través de medieval Japón y al Inframundo.